# 沙坦库尔
沙坦库尔（法語：Châtaincourt，法語發音：[ʃatɛ̃kuʁ]）是法国厄尔-卢瓦省的一个市镇，属于德勒区。

## 地理
沙坦库尔（48°41'41"N, 1°13'39"E）面积14.82 平方千米，位于法国中央-卢瓦尔河谷大区厄尔-卢瓦省，该省份为法国北部内陆省份，北起顺时针与厄尔省、伊夫林省、埃松省、卢瓦雷省、卢瓦-谢尔省、萨尔特省和奧恩省接壤。
与沙坦库尔接壤的市镇（或旧市镇、城区）包括：埃斯科尔潘、德鲁艾地区布瓦西、阿兰维尔、德鲁艾地区加朗西埃、索尔尼耶尔、方丹莱里布、圣昂日和托尔赛、拉翁。

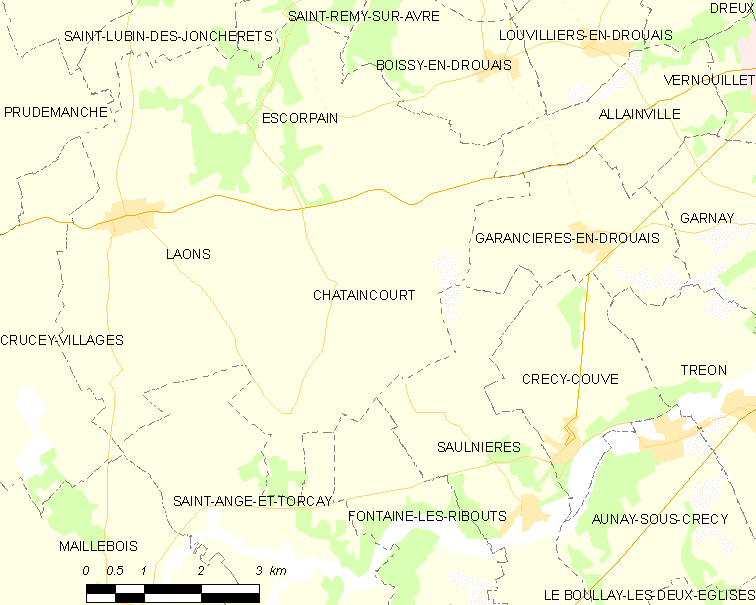
沙坦库尔的OSM定位图

沙坦库尔的时区为UTC+01:00、UTC+02:00（夏令时）。

## 行政
沙坦库尔的邮政编码为28270，INSEE市镇编码为28087。

## 政治
沙坦库尔所属的省级选区为圣吕班德容什雷县。

## 人口

1962-2008年间沙坦库尔人口变化图示

沙坦库尔于2022年1月1日时的人口数量为227人。